# Mission: Impossible – A végső leszámolás
A Mission: Impossible – A végső leszámolás (eredeti címe: Mission: Impossible – The Final Reckoning) 2025-ben bemutatott amerikai akciófilm, amelyet Christopher McQuarrie rendezett. Ez a Mission: Impossible franchise nyolcadik mozifilmje és a negyedik, amit McQuarrie írt és rendezett. A 2023-as Mission: Impossible – Leszámolás közvetlen folytatása. A főbb szerepekben Tom Cruise, Hayley Atwell, Ving Rhames, Simon Pegg, Pom Klementieff, Greg Tarzan Davis, Esai Morales és Angela Bassett láthatók.
2019 januárjában Cruise bejelentette, hogy a hetedik és a nyolcadik Mission: Impossible filmet egymás után forgatják, McQuarrie pedig társszerzője és rendezője lesz mindkét filmnek. A nyolcadik film tervei később, 2021 februárjában megváltoztak, és bejelentették a visszatérő és az új szereplőket, köztük Lorne Balfe-ot, aki a franchise két másik filmjének zenéjét szerezte, bár később elhagyta a produkciót, és helyére régi munkatársai, Max Aruj és Alfie Godfrey kerültek. A forgatás 2022 márciusában kezdődött az Egyesült Királyságban, további forgatási helyszínek között volt Málta, Dél-Afrika és Norvégia. A forgatást 2023 júliusában leállították a SAG-AFTRA sztrájkja miatt, 2024 márciusában folytatták, és 2024 novemberében fejezték be. A film eredeti címe Mission: Impossible – Leszámolás – Második rész (Mission: Impossible – Dead Reckoning Part Two) volt, 2023 októberében azonban eltávolították az alcímet, 2024 novemberében pedig új címet jelentettek be. A becsült 300–400 millió dolláros költségvetéssel ez az egyik legdrágább film, amelyet valaha készítettek.
A végső leszámolás világpremierjére Tokióban volt 2025. május 5-én, a 2025-ös cannes-i fesztiválon versenyen kívül vetítették május 14-én, az Egyesült Államokban 2025. május 23-án, Magyarországon 2025. május 22-én mutatták be a mozikban. A film pozitív kritikákat kapott a kritikusoktól, és világszerte 190 millió dolláros bevételt hozott.

## Cselekmény
|  | Alább a cselekmény részletei következnek! |

Két hónappal azután, hogy megszerezték a kulcsot a gonosz mesterséges intelligencia, az Entitás forráskódjához, az IMF ügynökei, Ethan Hunt és Grace Gabriel után nyomoznak, aki valaha az Entitás fő emberi közvetítője volt. Ehelyett Gabriel elfogja őket, elárulja, hogy az Entitás elhagyta őt, mert nem tudta megakadályozni, hogy ők megszerezzék a kulcsot, és rákényszeríti Ethant, hogy szerezze meg a magmodult, az úgynevezett „Nyúl lábát”, amely a süllyedt orosz Szevasztopol tengeralattjárón található, és amely Gabrielnek irányítást adna az Entitás forráskódja felett. Ethan és Grace Benji Dunn IMF ügynök segítségével kiszabadulnak, majd toborozzák Paris-t, Gabriel egykori hadnagyát, valamint Theo Degas CIA-ügynököt, aki korábban Hunt elfogásával volt megbízva. Felfedeznek egy eszközt, amellyel Gabriel kommunikált az Entitással, és amely Ethannek egy nukleáris apokalipszis vízióját mutatja. Ethan rájön, hogy az Entitásnak hozzá kell férnie egy dél-afrikai, biztonságos digitális bunkerthez, hogy biztosítsa fizikai fennmaradását.
Ethan a csapatát küldi, hogy szerezzék meg a Szevasztopol koordinátáit, míg ő Luther Stickell társaságában megpróbál hatástalanítani egy Gabriel által Londonba rejtett nukleáris eszközt. Luther elárulja, hogy kifejlesztett egy rosszindulatú szoftvert az Entitás számára, amely egy „Mérgező pirula” nevű merevlemezen található, de azt Gabriel ellopta. Luther önfeláldozóan hatástalanítja a bombát azzal, hogy előre aktiválja egyik hagyományos robbanószerkezetét. Ethan ezután megadja magát, és a Mount Weather-be szállítják, ahol az Egyesült Államok elnöke, Erika Sloane együttműködésre kéri őt az Entitás növekvő, globális nukleáris rendszerek feletti irányítása miatt. Csak négy nap áll rendelkezésre, mielőtt az Entitás globális csapásokat indítana és átköltözne a bunkerbe, ezért Ethan meggyőzi Sloanet, hogy engedje meg neki, hogy önállóan cselekedjen a Szevasztopol felkutatására, szemben a CIA igazgatója, Eugene Kittridge ellenvetéseivel.
Miközben Ethan csatlakozik az USS George H. W. Bush repülőgép-hordozóhoz az Észak-Csendes-óceánon, hogy lemerüljön a Szevasztopol roncsához, a csapata a bering-tengeri St. Matthew-szigetre utazik, ahol egy hidegháborús korszakból származó szonárhálózat található, amely észlelte a Szevasztopol elsüllyedését. Megtalálják William Donloet, egy korábbi CIA-elemzőt, akit évtizedekkel korábban száműztek a szigetre egy CIA központi betörés után. Donloe elárulja, hogy memorizálta a Szevasztopol koordinátáit, miután felismerte a szonárjeleket. Amíg Grace és Donloe felesége, Tapeesa tűzharcban tartanak vissza egy orosz különleges alakulatot, Donloe továbbítja a koordinátákat Ethannek és a csapatnak.
Ethan megkapja a koordinátákat, lemerül a Sevastopolhoz, és megszerzi a „Podkova” modult, de véletlenül megindítja a roncs csúszását a kontinentális talapzaton. Szűkölködve az oxigénellátásban, Ethan majdnem megfullad a feljövetel során, de Grace és Tapeesa egy hordozható dekompressziós kamra segítségével megmentik és újraélesztik a dekompressziós betegségből. Az IMF csapatával újraegyesülve Ethan ismerteti tervét, hogy a „Mérgező pirulát” csatlakoztatja a „Podkova” modulhoz, így megtévesztve az Entitást, hogy a fizikai meghajtóra töltse le önmagát, elszigetelve magát a külvilágtól. Ethan gyanítja, hogy Gabriel már a dél-afrikai bunkernél várakozik a mérgező pirulával, azzal a céllal, hogy az Entitás irányítását megszerezze azzal, hogy rákényszeríti Ethant a modul átadására.
A csapat megérkezik a dél-afrikai bunkerhez, ám azt csak Gabriel és szövetségesei őrzik, a hely teljesen elhagyatott. Gabriel elővesz egy újabb időzített nukleáris eszközt, és követeli a modult. Ethan beleegyezik, számítva rá, hogy Gabriel csatlakoztatni fogja a mérgező pirulát a Podkova modulhoz, de az átadás közben közbelép Kittridge, aki azt akarja, hogy az Egyesült Államok vegye át az Entitás feletti irányítást. A következő tűzharcban a bomba aktiválódik, Gabriel pedig menekül, tudva, hogy Ethan üldözni fogja. Paris sürgősségi műtétet végez a súlyosan sérült Benjin, miközben Grace-t vezeti a bunker rendszereinek újraindításában, hogy csapdába ejtsék az Entitást. Lutherhez hasonlóan Donloe is megelőzően felrobbant egy detonátort, de ezzel elegendő időt nyernek, hogy mindenki biztonságba kerüljön. Miközben az Entitás teljes irányítást szerez a világ nukleáris fegyverei felett, és készül átköltözni a bunkerbe, Ethan egy kétfedelű repülőgépen üldözi Gabrielt, majd a levegőben átmászik Gabriel gépére. Gabriel kiesik a pilótafülkéből, és megpróbál ejtőernyőt nyitni, de a kormánylapát szétzúzza a koponyáját.
Ethan talál egy második ejtőernyőt, elmenekül a mérgező pirulával, és csatlakoztatja azt a modulhoz, így Grace még a nukleáris fegyverek indítása előtt, tizedmásodperceken belül befejezi a letöltést. Kittridge és Degas felettese, Jasper Briggs megtalálja Ethant; Kittridge csalódott, amikor Ethan átadja neki a megsemmisített Sevastopol-modult, míg Jasper — aki valójában Jim Phelps Jr., Ethan eredeti csapatvezetője, Jim Phelps fia — megbékél Ethannel azért, mert az leleplezte apja árulását és megölte őt. Az IMF csapata Londonban újraegyesül, ahol Grace átadja Ethannek az Entitást tartalmazó meghajtót, majd a csapattagok külön utakon folytatják tovább.

## Szereplők
| Szerep                         | Színész             | Magyar hang       | Leírás |
| ------------------------------ | ------------------- | ----------------- | --- |
| Ethan Hunt                     | Tom Cruise          | Rékasi Károly     | IMF ügynök és egy operatív csoport vezetője. |
| Grace                          | Hayley Atwell       | Ruttkay Laura     | Betörő és Ethan új szövetségese. |
| Luther Stickell                | Ving Rhames         | Bognár Tamás      | IMF számítógép-technikus, Hunt legjobb barátja és csapattagja. |
| Benji Dunn                     | Simon Pegg          | Görög László      | Az IMF technikai ügynöke, Hunt barátja és csapattagja. |
| Gabriel                        | Esai Morales        | Rajkai Zoltán     | Nagyhatalmú terrorista és Ethan ellenfele, aki úgy tűnik, hogy az Entitással, egy mindenható mesterséges intelligencia rendszerrel együttműködve akarja uralni a világot. |
| Paris                          | Pom Klementieff     | Dér Marus         | Francia bérgyilkos, aki Gabrielnek dolgozik. |
| Eugene Kittridge               | Henry Czerny        | Sztarenki Pál     | Az IMF korábbi igazgatója és a CIA jelenlegi igazgatója. |
| Erika Sloane                   | Angela Bassett      | Kocsis Mariann    | Korábbi CIA-igazgató, aki most az Egyesült Államok elnöke. |
| Serling Bernstein              | Holt McCallany      | Epres Attila      | Védelmi miniszter. |
| Walters                        | Janet McTeer        | Radó Denise       | Külügyminiszter. |
| Sydney tábornok                | Nick Offerman       | Tokaji Csaba      | Az Egyesült Államok hadseregének tábornoka és az összhaderőnemi vezérkari főnökök egyesített bizottságának elnöke.                                                        |
| Neely ellentengernagy          | Hannah Waddingham   | Hay Anna          | Az Egyesült Államok haditengerészetének 10-es repülőgép-hordozó csoportjának parancsnoka.                                                                                 |
| Jack Bledsoe kapitány          | Tramell Tillman     | Schmied Zoltán    | Az Egyesült Államok haditengerészetének USS Ohio mentő-tengeralattjárójának parancsnoka.                                                                                  |
| Jasper Briggs / Jim Phelps Jr. | Shea Whigham        | Gyabronka József  | Az amerikai hírszerzés ügynöke, akit Ethan levadászásával bíztak meg. Ethan korábbi csapatvezetőjéből lett ellenségének, Jim Phelpsnek a fia.                             |
| Theo Degas                     | Greg Tarzan Davis   | Pál Tamás         | Briggs társa. |
| Richards                       | Charles Parnell     | Kőrösi András     | A nemzeti hírszerzési igazgató és az NRO vezetője. |
| Angstrom                       | Mark Gatiss         | Karácsonyi Zoltán | Az NSA vezetője. |
| William Donloe                 | Rolf Saxon          | Szakács Tibor     | CIA elemző, akit legutóbb Alaszkába helyeztek át. |
| Tapeesa                        | Lucy Tulugarjuk     |                   | Donloe felesége. |
| Kodiak                         | Katy O’Brian        | Grisnik Petra     | Az Egyesült Államok haditengerészetének búvárai a tengeralattjáró fedélzetén.                                                                                             |
| Pills                          | Stephen Oyoung      | Kerek Dávid       | Az Egyesült Államok haditengerészetének búvárai a tengeralattjáró fedélzetén.                                                                                             |
| Marie                          | Mariela Garriga     |                   | Nő Ethan és Gabriel múltjából |
| Koltsov százados               | Pasha D. Lychnikoff | Rába Roland       | |
| Burdick kapitány               | Tommie Earl Jenkins |                   | Az Egyesült Államok Hadseregénél Sydney tábornok végrehajtó asszisztense.                                                                                                 |
| Denlinger                      | Cary Elwes          | Fillár István     | A nemzeti hírszerzés igazgatója |

### Magyar változat
- Magyar szöveg: Speier Dávid
- Felvevő hangmérnök: Illés Gergely
- Vágó: Kajdácsi Brigitta
- Gyártásvezető: Kincses Tamás
- Szinkronrendező: Nikodém Zsigmond
- Produkciós vezető: Hagen Péter

A szinkront a Mafilm Audio Kft. készítette el

## A film készítése
2019. január 14-én Tom Cruise bejelentette, hogy a hetedik és nyolcadik Mission: Impossible filmet egymás után fogják leforgatni, Christopher McQuarrie pedig mindkét film forgatókönyvírója és rendezője lesz, a tervek szerint 2021. július 23-i, illetve 2022. augusztus 5-i premierdátummal. Azonban 2021 februárjában a Deadline Hollywood arról számolt be, hogy a Paramount végül elállt ettől a tervtől.

## Szereposztás
2019 szeptemberében Hayley Atwell és Pom Klementieff csatlakoztak a Mission: Impossible nyolcadik részének szereplőgárdájához. Decemberben Simon Pegg megerősítette visszatérését a filmhez, és Shea Whigham is leszerződött. 2020 januárjára Nicholas Hoult is csatlakozott a stábhoz, valamint Henry Czerny is, aki Eugene Kittridge szerepében tért vissza. Azonban ütemezési problémák miatt Houltot Esai Morales váltotta mindkét filmben. Vanessa Kirby, aki először az Utóhatásban tűnt fel, bejelentette, hogy mindkét filmben visszatér, de végül nem szerepelt a nyolcadik részben. 2022 júliusában érkezett a hír, hogy Holt McCallany is csatlakozott a szereplőkhöz, augusztusban pedig kiderült, hogy Nick Offerman és Janet McTeer is a stáb tagjai lettek. 2023 márciusában Christopher McQuarrie bejelentette Hannah Waddingham, Lucy Tulugarjuk és Rolf Saxon csatlakozását is – utóbbi szintén visszatérő, az első filmből ismert karaktert alakít. 2024 márciusában és áprilisában Katy O’Brian, illetve Tramell Tillman is csatlakoztak a szereplőgárdához, akkor még meg nem nevezett szerepekben. 2024 novemberében kiderült, hogy Angela Bassett is visszatér CIA-igazgatóként, Erika Sloane szerepében.

### Filmezés
2021 februárjában a Deadline Hollywood arról számolt be, hogy a filmet többé nem forgatják egymás után a Mission: Impossible – Halottak leszámolása 1. részével. Novemberre McQuarrie már a film forgatókönyvének átírásán dolgozott. 2022. március 23-án a The Hollywood Reporter beszámolt az akkor még cím nélküli Mission: Impossible 8 fő forgatásának kezdetéről.  A forgatás az Egyesült Királyságban, a Longcross Studiosban és a Lake Districtben zajlott. További helyszínek voltak Málta, Dél-Afrika és Norvégia. 2022 decemberében fejeződött be a forgatás az Egyesült Királyságban. A stáb ezután az olaszországi Pugliába költözött, hogy folytassa a forgatást az USS George HW Bush repülőgép-hordozó fedélzetén.  Az Empire magazin 2023. júniusi számában McQuarrie-val készített interjú szerint a forgatást a 2023-as Írószövetség sztrájkja alatt feltételezhetően szüneteltették. Később azonban kiderült, hogy ez McQuarrie kijelentésének félreértelmezése volt, és a további forgatás csak az első rész promóciójának befejezésére várt. A forgatást hivatalosan júliusban felfüggesztették a 2023-as SAG-AFTRA sztrájk miatt. A film forgatása 2024 márciusában folytatódott, bár májusban egy tengeralattjáró meghibásodása miatt késedelembe ütközött.  Az angliai forgatás során Cruise-t és Moralest egy levegőben lévő kétfedelű repülőgépről látták mutatványok végrehajtása közben, Cruise a nyitott pilótafülkével rendelkező repülőgép szárnyaiba kapaszkodott, miközben az fejjel lefelé repült, míg a pilóta zöld hátterű ruhát viselt, hogy digitálisan eltávolítsák a végső felvételről. 2024 júliusában Simon Pegg elárulta, hogy a forgatás az ő részéről véget ért, bár a szereplők és a stáb rádiócsendet tartottak. 2024 novemberére a forgatás befejeződött, és a film utómunkálatai folytak. A Hollywood Reporter arról számolt be, hogy a gyártási késedelmek miatt a költségvetés megközelítette a 400 millió dollárt. 

### Utómunka
Az Industrial Light & Magic visszatér a hetedik filmből a vizuális effektek elkészítéséhez, a Clear Angle Studios és a Halon Entertainment pedig további beszállítókként biztosítják a lidar, a kiberszkennelés és az előzetes vizualizáció szolgáltatásait. 2023 októberében a Dead Reckoning Part Two alcímet eltávolították a filmből, és az új alcímet 2024 novemberében erősítették meg The Final Reckoning néven.

## Zene
Eredetileg 2020 májusában jelentették be, hogy Lorne Balfe fogja szerezni a film zenéjét, miután korábban ezt megtette a Mission: Impossible – Utóhatás (2018) és a Mission: Impossible – Leszámolás (2023) című filmekhez, de később, 2025 áprilisában bejelentették, hogy Max Aruj és Alfie Godfrey váltják. Aruj korábban további zenét szerzett Leszámoláshoz, és zeneszerző asszisztensként dolgozott az Utóhatásban. Godfrey is számos, Balfe által készített projekthez járult hozzá zenével az évek során. Cecile Tournesac-ot nevezték meg a felügyelő zenei szerkesztőként és zeneszerzőként. A teljes album 2025. május 22-én jelent meg.

## Bemutató
A Mission: Impossible – A végső leszámolás világpremierje Tokióban volt 2025. május 5-én. A filmet a 2025-ös cannes-i filmfesztiválon mutatták be 2025. május 14-én, a Paramount Pictures által tervezett május 23-i mozibemutató előtt. Korábban 2022. augusztus 5-re tervezték a bemutatót, de a bemutatót 2022. november 4-re, 2023. július 7-re, 2024. június 28-ra,  majd a jelenlegi dátumra halasztották a 2023-as SAG-AFTRA sztrájkra válaszul, a SpongyaBob film: Kockanadrág nyomában eredeti bemutatódátumát véve alapul.  A COVID-19 világjárvány és a 2023-as hollywoodi sztrájkok okozta késedelmek miatt a film költségvetése állítólag legalább 400 millió dollárra nőtt, amivel a valaha készült legdrágább filmek közé tartozik. Az iparági várakozások alapján a filmnek világszerte körülbelül 1 milliárd dollárt kellene keresnie ahhoz, hogy megtérüljenek a gyártási költségei. A jegybevételek mellett azonban a Paramount streaming szolgáltatásán, a Paramount+ -on elért teljesítménye is várhatóan jelentős tényező lesz az általános siker értékelésében.
Nemzetközi szinten Ausztráliában, Új-Zélandon, a Fülöp-szigeteken, Indiában és Dél-Koreában mutatták be mozikban 2025. május 17-én, mielőtt az Egyesült Királyságban május 21-én bemutatták volna.

## Fogadtatás

### Bevétel
2025. május 25-i állapot szerint a Mission: Impossible – A végső leszámolás 63 millió dolláros bevételt hozott az Egyesült Államokban és Kanadában, és 127 millió dollárt más területeken, így világszerte összesen 190 millió dollár bevételt ért el.
Az Egyesült Államokban és Kanadában a Végső leszámolás című filmet a Lilo és Stitch mellett mutatták be, és a négynapos Emléknapi hétvégén a becslések szerint 80–110 millió dolláros bevételt értek el. A film az első napon 24,8 millió dollárt keresett, beleértve a csütörtöki jegypénztári előzeteseket is (franchise-rekord). Később 63 millió dolláros (és összesen 77 millió dolláros) bevételre tett szert a négy nap alatt, ezzel a második helyen végzett a Lilo és Stitch mögött; ez volt a valaha volt legnagyobb bevételt hozó Emléknapi hétvége, az összes film összesen 333 millió dollárt hozott.

### Kritikák
A Rotten Tomatoes kritikagyűjtő weboldalon a 306 kritikus értékelésének 80%-a pozitív. A weboldal konszenzusa a következő: „Akciójában, játékidejében és terjedelmében gigantikus, A végső elszámolás egy szentimentális búcsú Ethan Hunttól, amely küldetését a lehetetlen iránti jellegzetes érzékével teljesíti.”  A Metacritic, amely súlyozott átlagot használ, 56 kritikus alapján 67 pontot adott a filmnek a 100-ból, ami „általában kedvező” kritikákat jelez.  A CinemaScore által megkérdezett közönség átlagosan „A–” osztályzatot adott a filmnek egy A+-tól F-ig terjedő skálán, míg a PostTrak által megkérdezettek 89%-a összességében pozitív pontszámot adott, 79%-uk pedig azt mondta, hogy mindenképpen ajánlaná a filmet.
Egy vegyes kritikában a RogerEbert.com- on Brian Tallerico a film első óráját „a paródiához hasonló ismétlődőnek és fellengzősnek”, valamint „az egész franchise legrosszabb szegmensének” nevezte, de az akciójeleneteket dicsérte, mint „elegendőket ahhoz, hogy figyelmen kívül hagyják a film minden addigi hibáját”. Cary Darling, a Houston Chronicle munkatársa a filmet „csalódást keltő részként” jellemezte, amely „közel három órányi időt tölt az életeddel, amit soha nem kapsz vissza”.

## Jövőbeli
2023 júniusában McQuarrie a Fandangónak elmondta, hogy a Halotti leszámolás és A végső leszámolás nem feltétlenül jelenti a sorozat végét, és ötleteket dolgoznak a jövőbeli részekhez. 2023 júliusában, a Halotti leszámolás promóciója során Cruise érdeklődését fejezte ki a sorozat további filmjeinek folytatása iránt Ethan Hunt szerepében, annak ellenére, hogy mindkét filmet eredetileg a karakter búcsújaként reklámozták, hivatkozva arra, hogy Harrison Ford Indiana Jonest alakította a 80-as évei elején az Indiana Jones és a végzet tárcsája című filmben.  2024. november 12-én Jeff Sneider újságíró arról számolt be, hogy Cruise a Top Gun: Maverick című filmbeli partnerét, Glen Powellt keresi a helyére az új főszereplőnek. Powell tagadta ezt a pletykát a The Pat McAfee Show-ban. 2025 májusában, a film New York-i premierjén Cruise a The Hollywood Reporternek elmondta, hogy ez a film az utolsó a franchise-ban, hozzátéve, hogy a filmet nem véletlenül hívják Végső elszámolásnak.